# مونت بارکر (استرالیای غربی)
مونت بارکر (به انگلیسی: Mount Barker) یک شهرک در استرالیا است که در استرالیای غربی واقع شده‌است.